# スターキラー

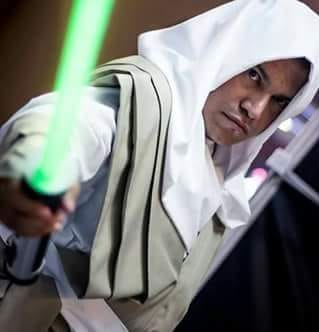

スターキラー（Starkiller、本名:ギャレン・マレック / Galen Marek）は、ジョージ・ルーカス監督のアメリカ映画『スター・ウォーズシリーズ』に登場する架空の人物である。性別は男性。テレビゲームである『スター・ウォーズ フォース アンリーシュド』の主人公。

## 概要
ルーカスアーツ監修のテレビゲーム『スター・ウォーズ フォース アンリーシュド』及びその続編である『スター・ウォーズ フォース アンリーシュドII』、また同作の小説版等の主人公として設定されたオリジナルキャラクターであるが、「スターキラー」という名前は、映画企画段階でのルーク・スカイウォーカーの名前であり、ルークを意識した演出も多々見られる。
スター・ウォーズを代表する悪役ダース・ベイダーの弟子であり、ゲームの完成度と合わせて人気の高いキャラクターの一人。

## 生涯

### 出自
クローン大戦終結後、惑星キャッシークに潜伏していたジェダイケントー・マレックの息子である。
ジェダイ狩りでキャッシークを訪れたダース・ベイダーにより身に秘めた強大なフォースを見出される。父を殺された後に建造中のエグゼキューターへと連れ帰られ、秘密の弟子スターキラーとして訓練を授けられた。
スターキラーが成長するとベイダーは、スターキラーに極秘に開発したクローキング搭載型試作ファイターローグ・シャドウとその専属パイロット、そして不定期にスターキラーを抹殺しようとするプログラムを組み込まれた専属ドロイドプロクシーを与えた。
そしてベイダーはスターキラーを暗殺者、ゆくゆくは皇帝に対抗する為の手駒として、敵対者の暗殺やジェダイ狩りに送り出すようになる。

### ジェダイ狩り
スターキラーが強力な力を身につけると、ベイダーは自身の代わりにジェダイ狩りの任務に送り出すようになった。帝国のTIEファイター組立工場を攻撃していたジェダイ・マスターのラーム・コタの殺害（死んだと思われていたが脱出して近隣の衛星ナー・シャッダに潜んでいた）、ラクサス・プライムに逃げ延びたジェダイ・ナイトカズダン・パラトゥスの殺害、惑星フェルーシアで弟子を鍛えていたジェダイ･マスターのシャク・ティの殺害というように、ベイダーから与えられた任務を着々とこなしていった。
また、任務の合間に試練として課せられたジェダイ聖堂での修行で、過去のシス卿であるダース・デソルスやダース・フォボスを倒していることからも、非常に高い戦闘能力を持っていることが窺える。

### 裏切り
シャク・ティの殺害後、ベイダーは皇帝を倒すときが来たと告げ、皇帝とスターキラーを引き合わせる。しかしベイダーは皇帝ではなくスターキラーを裏切り、宇宙空間に叩き出してしまう。スターキラーは騙されていたことに気づくが、ベイダーは敢えてスターキラーを宇宙空間で回収し、蘇生する。ベイダーは皇帝の前で死んだと見せる必要があったといい、スターキラーに反乱同盟軍を組織するよう指示を出す。
スターキラーはひとまずはベイダーに従うが、裏切られたことでベイダーへの師としての信頼は失っていた。ローグ・シャドウのパイロットであり、スターキラーと幾度も任務を共にしたジュノ・エクリプスが反逆者の烙印を押されたことも、スターキラーの不満を大きくしていた。

### 反乱同盟軍の設立
囚われていたジュノ、長年の相棒であるプロクシーと共に、スターキラーは反乱同盟軍設立の第一歩として、かつて倒した相手であるラーム・コタを訪ねる。スターキラーとの戦いで両目を失明していたコタは、自分は協力できないと言いながらも、同盟設立のためにかつての銀河元老院議員たちとの交渉をセッティングする。
コタの指示で惑星キャッシークでレイア・オーガナを救出した後、惑星フェルーシアで連絡を絶ったベイル・プレスター・オーガナの捜索に向かったスターキラーは、そこでかつて殺害したシャク･ティの弟子だったマリス・ブルードと出会う。スターキラーは、師を失ってダーク･ジェダイと化したブルードを倒すが、殺さずに見逃す。また、この時キャッシークでレイアを救出する課程で自らの生家である父ケントー・マレックの小屋に辿り着いたスターキラーはフォースを通して自身の過去や、完全にフォースのダークサイドに染まった場合の未来に関する光景を垣間見る事となり、自分の素性や本名を初めて知る。
更にその後反乱に手を貸す事を戸惑っている議員達を説得するためにラクサス・プライムの軌道上に建造されたばかりの造船所を破壊したり、クラウド･シティでガーム・ベル・イブリスを救出し、軍備の提供を約束させることにも成功する。

### 帝国軍の襲撃
ベイル・オーガナ、レイア・オーガナ、ガーム・ベル・イブリス、モン・モスマ、ラーム・コタを中心にして、反乱同盟軍の設立宣言が行われたが、その現場をベイダー率いる帝国軍に攻撃され、現場にいた殆どの人々が殺害され、議員達とコタは帝国に捕らえられてしまう。
スターキラーはベイダーに反抗し、戦いを挑むも殺される寸前まで追い込まれてしまう。しかし止めを刺される直前にプロクシーがジェダイの容姿と戦闘パターンを再現する機能を使ってオビ＝ワン・ケノービに扮し、背後からベイダーを強襲。プロクシーは破壊されてしまうが、スターキラーは逃亡に成功する。

### 反乱同盟軍救出作戦
帝国軍に囚われたコタら同盟軍の主要人物を救出すべく、スターキラーとジュノは建設中の宇宙要塞デス・スターへ赴き、救出作戦を実行する。デス・スター内部に侵入したスターキラーは最深部でダース・ベイダーとパルパティーン皇帝と対面する。仲間を囚われた恨みから、スターキラーは後一歩のところまでベイダーを追い詰めるが、直前でベイダーへの畏怖と皇帝への嫌悪から止めを刺すことを躊躇ってしまう。

### 最期
その時、コタが皇帝に襲いかかるが逆にフォース・ライトニングを受けてしまう。スターキラーはコタを助けるために皇帝に闘いを挑み、追い詰める。皇帝はスターキラーに自分を殺すように告げるがコタの説得によって思いとどまったスターキラーは皇帝を残して、コタや議員達と共にローグ・シャドウで脱出する事を決意する。しかし、直後に皇帝が彼らにフォース・ライトニングを放ち、スターキラーはコタと議員達を逃がすためにフォース・ライトニングを受け止め、自分からもフォース・ライトニングを放って大爆発を起こす。この爆発によってスターキラーは命を落としてしまうが、その隙にコタと議員達はローグ・シャドウに乗り込んで脱出に成功する。その後、反乱同盟軍はスターキラーが軍の創設において担った功績を称え、キャッシークの生家で発見されたマレック家の家紋を軍の旗印とするのだった。

## シス・ストーカー
ゲーム本編の終盤にてプレイヤーがある行動をすると、ダークサイド エンディング（俗に言うバッドエンド）を選ぶ事が出来る。その後、全てを失い変貌を遂げたスターキラーの姿がこのシス・ストーカーである。
ダースベイダー同様にサイボーグ化を施されており、骸骨を思わせるヘルメットとプロテクターに薄汚れた衣装、戦闘による負傷で欠損した指、指に装着された鋭い鉤爪が特徴的。
完全に皇帝の手先と化しており、新たなシスの弟子を迎えるまで帝国の脅威を排除する為の道具として利用されている。
また上述のジェダイ聖堂での任務の際に見る予知でも登場し、スターキラーと交戦している。
『アルティメットシスエディション』ではさらにその後が描かれ、惑星タトゥイーンではボバ・フェットらアウターリムのギャング達とオビ＝ワン・ケノービを抹殺。惑星ホスではルーク・スカイウォーカーと戦い、彼の右手を切り落として暗黒面へと誘惑するところで物語は終わりを迎える。

## クローン
スターキラーの死後、ダース・ベイダーは彼の遺伝子をもとにしたクローンを大量に製造し、生前のスターキラーと同様の訓練を施していた（ただし生前の彼とは異なり、クローンはライトセーバーを両手に構える二刀流のスタイルで戦う）。ベイダーは用済みとなったクローンの一体を破棄しようとするが、クローンはベイダーにクローン殺害を命じられたストームトルーパーを全滅させて逃亡する。逃亡したクローンはオリジナルの師であったジェダイ・マスターのラーム・コタや惑星ダゴバに隠れていたヨーダと出会い、ベイダーに対抗すべく力を付け始める。逃亡したこのクローンには、何故か生前のスターキラーと同じ記憶が宿っている。